# Ибрахим Кендирджи
Ибрахим Кендирджи (на турски: İbrahim Kendirci) е турски актьор.

## Биография
Ибрахим Кендирджи е роден на 9 септември 1986 г. в град Газиантеп. Той е най-малкото от пет деца в семейството. Завършва гимназия в Анталия. Учи в Държавната консерватория в Истанбул.
Първият му голям актьорски опит е в „Канал D“.
Имал е връзка с Пелин Карахан. Връзката им е отразявана от жълтата преса в Турция. Мести се в Анталия със семейството си. През 2010 г. се разделя с Пелин Карахан. Обича да подражава на Къванч Татлъту.
Живее в Адана.

## Филмография
- 2007 – 2011 Мечтатели, Kavak yelleri – Дениз Акча
- 2012 Yky Yaka bir Ismail – Юстюн
- 2012 – 2013 Раздяла от начините, Yol ayrımı – Селим
- 2014 Сватосването, Sevdalık – Орхан